# Maronicki patriarcha Antiochii
Maronicki patriarcha Antiochii – patriarcha Antiochii w Kościele maronickim, związanym unią z Rzymem.
Oficjalny tytuł patriarchy brzmi: patriarcha antiocheński maronitów. Podlega mu, w zależności od podawanych źródeł, około 2-3,2 mln wiernych Katolickiego Kościoła Maronitów.

## Lista maronickich patriarchów Antiochii
- Jan Maron (685–707)
- Jan el Damlassi
- Teofiliusz (maronicki patriarcha Antiochii)
- Grzegorz I (maronicki patriarcha Antiochii)
- Stefan I (maronicki patriarcha Antiochii)
- Marek (maronicki patriarcha Antiochii)
- Euzebiusz (maronicki patriarcha Antiochii)
- Jan I (maronicki patriarcha Antiochii) (ok. 896)
- Jozue I (maronicki patriarcha Antiochii)
- Dawid (maronicki patriarcha Antiochii)
- Teofeliks (maronicki patriarcha Antiochii)
- Jozue II (maronicki patriarcha Antiochii)
- Dumith (maronicki patriarcha Antiochii)
- Izaak (maronicki patriarcha Antiochii)
- Jan II (maronicki patriarcha Antiochii)
- Szymon I (maronicki patriarcha Antiochii)
- Grzegorz II (maronicki patriarcha Antiochii)
- Jeremiasz (maronicki patriarcha Antiochii)
- Józef El Gergessi (1110–1120)
- Piotr I (maronicki patriarcha Antiochii) (1121–1130)
- Grzegorz z Halaty (1130–1141)
- Jakub z Ramaty (1141–1151)
- Jan III (maronicki patriarcha Antiochii) (1151–1154)
- Piotr II (maronicki patriarcha Antiochii) (1154–1173)
- Piotr z Lehfed (1173–1199)
- Jeremiasz z Al-Amchit (1199–1230)
- Daniel z Szamat (1230–1239)
- Jan z Jaje (I) (1239–1245)
- Szymon II (maronicki patriarcha Antiochii) (1245–1277)
- Daniel z Hadshit (1278–1282)
- Jeremiasz z Dmalsa (1282–1297)
- Szymon III (maronicki patriarcha Antiochii) (1297–1339)
- Jan IV (maronicki patriarcha Antiochii) (1339–1357)
- Gabriel z Hjuli (1357–1367)
- Jan V (maronicki patriarcha Antiochii) (1367–1404)
- vacat (1404–1440)
- Jan z Jaje (1440–1445)
- Jakub z Hadet (1445–1468)
- Józef z Hadet (1468–1492)
- Symeon z Hadet (1492–1524)
- Moussa Akari z Baridy (1524–1567)
- Michał Rizzi z Bkoufy (1567–1581)
- Sarkis Rizzi z Bkoufy (1581–1596)
- Józef Rizzi z Bkoufy (1596–1608)
- Jan Maklouf z Ehden (1608–1633)
- Jerzy Omaira z Ehden (1633–1644)
- Józef Halib z Akoury (1644–1648)
- Jan Bawab z Safry (1648–1656)
- Jerzy Rizkallah z Bseb'el (1656–1670)
- Stefan Douaihy z Ehden (1670–1704)
- Gabriel z Blaouza (1704–1705)
- Jakub Awad z Hasroun (1705–1733)
- Józef Dergham Khazen z Ghosty (1733–1742)
- Symeon Awad z Hasroun (1743–1756)
- Toubia El Khazen z Bekaata Kanaan (1756–1766)
- Józef Stefan z Ghosty (1766–1793)
- Michał Fadel z Bejrutu (1793–1795)
- Filip Dżemajel z Bikfaji (1795–1796)
- Józef Tyan z Bejrutu (1796–1808)
- Jan Helou z Ghosty (1808–1823)
- Jusuf Hobaish z Sahel Alma (1823–1845)
- Jusuf El Khazen z Ajaltoun (1845–1854)
- Boulos Massad z Ashkout (1854–1890)
- Hanna El Hajj z Dlebty (1890–1898)
- Elias Hoayek z Hilta (1898–1931)
- Antoni Arida z Bszarri (1931–1955)
- Boulos Meoushi z Dżazzin (1955–1975)
- Antoni Khoraish z Ain Ibl (1975–1986)
- Nasrallah Piotr Sfeir (1986–2011)
- Béchara Boutros Raï (2011–nadal)